# Hans-Otto Schubert
Hans-Otto Schubert (* 1. April 1906 in Breslau; † 1989 oder 1990) war ein deutscher Mediziner.

## Leben
Hans-Otto Schubert studierte Medizin und wurde 1933 an der Universität Breslau mit einer Arbeit über Trauma und maligne Tumoren promoviert.
Hans-Otto Schubert war von 1946 bis 1969 Chefarzt für Chirurgie am St. Marienkrankenhaus in Ludwigshafen am Rhein, später Leiter des Klinikums Ludwigshafen. Hans-Otto Schubert war Professor für Ätiologie und Pathogenese an der Universität Heidelberg.
Er war Mitglied der CV-Verbindung Rheno-Palatia Breslau zu Mainz im CV.